# Yéiskoye Ukrepléniye
Yéiskoye Ukrepléniye (del ruso: Ейское Укрепление) es una stanitsa del raión de Shcherbínovski del krai de Krasnodar, en Rusia. Está situada en la derecha de la desembocadura del río Yeya (en las marismas del limán Yeiski), 9 km al noroeste de Staroshcherbinóvskaya y 187 km al norte de Krasnodar, la capital del krai. Tenía 2 203 habitantes en 2010.
Es cabeza del municipio Yeiskoukreplénskoye.

## Historia
La localidad de Yéiskoye Ukrepléniye fue fundada en 1775, siendo una de los asentamientos rusos más antiguos en las llanuras de Azov. Fue construido como apoyo al pretendiente al trono de Crimea Şahin Giray. Su población inicial estaba compuesta por la guarnición rusa, nogáis, tártaros de Crimea y armenios. Hacía las funciones de cuartel de invierno de las expediciones de Aleksandr Suvórov al Kubán. En 1792 llegaron para reforzar la guarnición dos regimientos de caballería y tres de infantería de los cosacos del Mar Negro instalándose hacia el sur de la llanura.
A principios del siglo XX en la localidad había unos 5 311 habitantes y se había construido una iglesia y una escuela. La principal actividad económica era la pesca. Hasta 1920 formaba parte, junto al resto del territorio al norte de la orilla derecha del Yeya del óblast del Voysko del Don.

## Transporte
La estación de ferrocarril más cercana es Staroshcherbinóvskaya en la línea que va de Yeisk a Staromínskaya.